# モーナ・シメオナ
モーナ・ナラマク・シメオナ（英語: Morrnah Nalamaku Simeona、1913年5月19日 - 1992年2月11日）は、アメリカ合衆国ハワイ州出身のカフナ・ラパアウ（ヒーラー）。現代版のホ・オポノポノを考案し、アメリカ、アジア、ヨーロッパで教え広めた。

## カフナ・ラパアウ
モーナは1913年5月19日、ともにハワイ先住民である父キモケオと母リリアのもと、ハワイ州ホノルルで生まれた。母リリア・シメオナは、カフナ・ラウ・カヘア（言葉によって癒す聖職者）の最後の一人として認められていた。モーナはロミロミマッサージの施術者で、10年間、カハラ・ヒルトンホテルとロイヤルハワイアンホテルでヘルススパを所有および運営していた。ヒルトンスパでのクライアントには、リンドンB.ジョンソン、ジャクリーン・ケネディ、アーノルドパーマーがいた 。1983年に、本派本願寺ハワイ別院からハワイ人間州宝として表彰され、カフナ・ラパアウ（ヒーラー）として認められた。

## ホ・オポノポノ
1976年、モーナはハワイの伝統的な許しと和解のプロセスであるホ・オポノポノを、現代社会に適合する方法に改変しはじめた。この新しい方法は、彼女の受けたキリスト教教育（プロテスタントとカトリック）、インド、中国、エドガー・ケイシーに関する哲学的研究の影響を受けている。ハワイの伝統、神聖なる創造主への祈り、輪廻転生とカルマの結びつきの問題が組み合わさった結果、伝統的なグループによる方法とは異なる、自分一人でできる問題解決方法が生まれた。彼女は伝統的な概念を現代的に応用することに何のうしろめたさも持っていなかったが、ハワイの純粋主義者の中には批判をする者もあった。 「彼女のシステムは、セルフ（心）の3つの部分の協力関係を築くために、ホ・オポノポノの技術を使っている。潜在意識、表面意識、超意識という用語だけでなくハワイ語でも呼んでいる。」
国連 アメリカ、ドイツ、オランダ、スイス、フランス、ロシア、日本を含む14か国以上においてホ・オポノポノについてのトレーニングと講演を行なった。ハワイ大学やジョンズ・ホプキンズ大学などの高等教育機関、医療機関、宗教機関、企業で発表を行ない、1982年には『First World Symposium of Identity of Man』を開催した。ある記者は、「心の安らぎを得る方法を人々に教えているとき、シメオナの存在、声、静かな雰囲気には、とても穏やかで、心を落ち着かせる何かがあった。」と語った。
新しいホ・オポノポノを広めるために、1970年代から1980年にかけて『The Foundation of ‘I’, Inc. (Freedom of the Cosmos)』を設立し、1990年には、ドイツで『Pacifica Seminars』を始めた。3冊のテキスト『Self-Identity through Hoʻoponopono (Basic 1）』（128ページ）、Basic 2、（2年の実践の後に使用）、Basic 3（5年後に使用）を著した。Basic 2とBasic 3に期間が推奨されているのは、神聖なる存在に対する深い敬意を育むためのものであった。1990年には、Basic 1の英語版（8版） がドイツ語とフランス語に公式に翻訳・印刷された 。
1990年の秋、講義とセミナーのための最後の旅として、ヨーロッパを経由してエルサレムを訪れた。1991年1月16日にドイツへ戻り、1992年2月11日に亡くなるまで、キルヒハイムにある友人の家で静かに暮らした。

## 自由の像

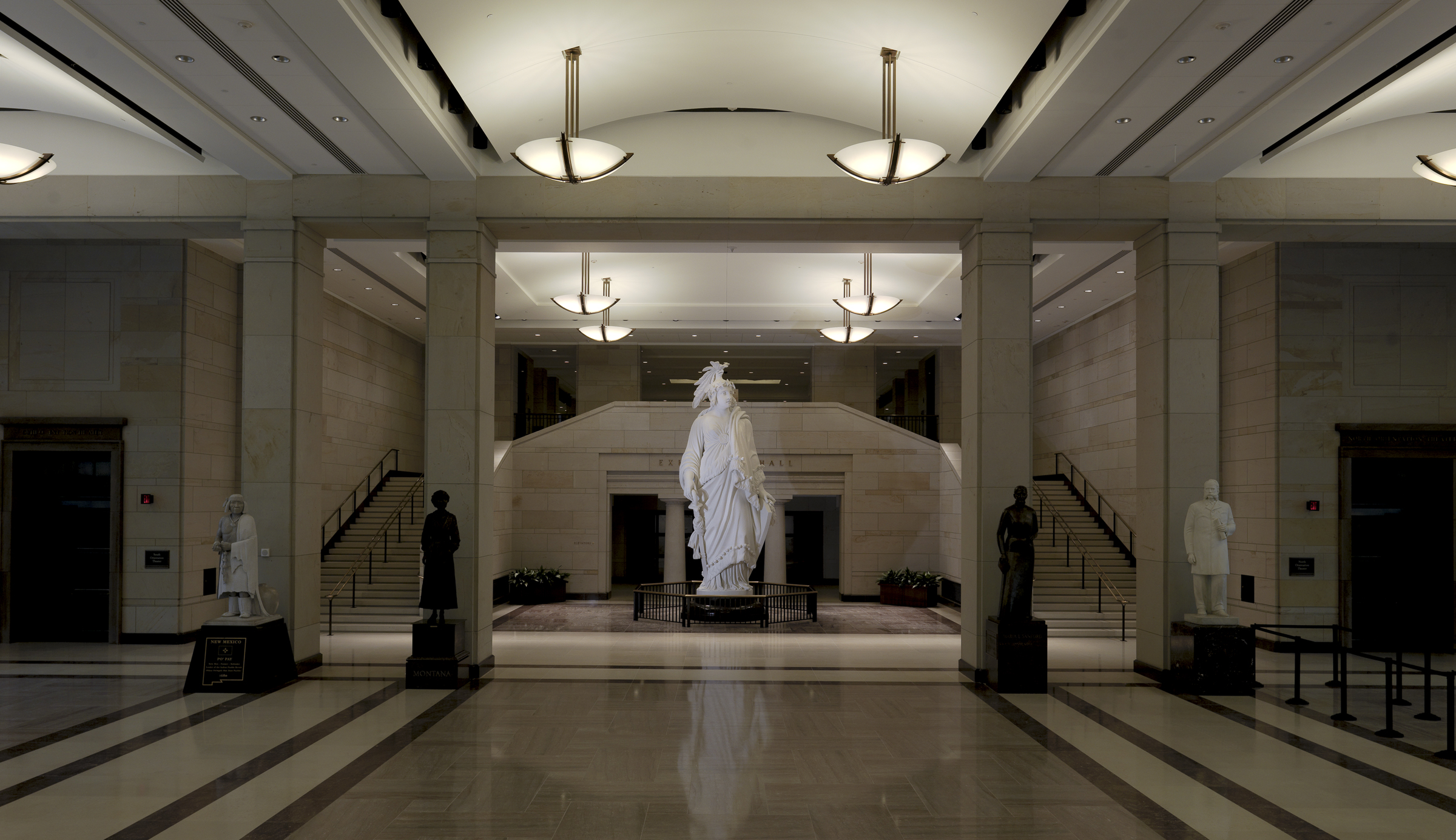
自由の像の石膏模型は現在、連邦議事堂のビジターセンターに展示されている

1992年3月25日、上院議員のダニエル・K・アカカがモーナを賞賛したことが連邦議会議事録に記録された。連邦議事堂の上に立つ自由の像（鋳鉄製）のオリジナル石膏模型が保管されていることをモーナが知っていたためである。モーナは石膏模型を修復するために25,000ドルを集め、この石膏模型はRussell Senate Office Buildingに展示された（現在は連邦議事堂のビジターセンターに展示されている）。アカカは、これがモーナを回顧させるものになるだろうと語った。 